# Robert M. Koerner
Robert M. Koerner (* 2. Dezember 1933 in Philadelphia; † 1. Dezember 2019) war ein US-amerikanischer Bauingenieur (Geotechnik).

## Werdegang
Koerner studierte Bauingenieurwesen am Drexel Institute of Technology mit dem Bachelorabschluss 1956 und dem Masterabschluss 1963, arbeitete schon ab 1956 als Geotechnik-Ingenieur in verschiedenen Baufirmen, lehrte ab Mitte der 1960er Jahre an verschiedenen Universitäten in Teilzeit, studierte 1963 bis 1965 Jura an der Temple University und wurde 1968 an der Duke University in Bodenmechanik promoviert. Danach war er Assistant Professor und ab 1976 Professor an der Drexel University (zuletzt H. L. Bowman Professor of Civil Engineering). Zuletzt war er dort Professor Emeritus.
Koerner ist in den USA einer der Pioniere in der Verwendung von Geokunststoffen in der Geotechnik, mit denen er sich seit Ende der 1970er Jahre hauptsächlich beschäftigt. Außerdem beschäftigte er sich mit Verfahren, zum Beispiel Giftmüllbehälter im Untergrund zu lokalisieren.
Er war 1986 Gründer des Geosynthetic Research Institute (GRI) in Philadelphia und 1991 des Geosynthetic Institute (GSI). 1989 war er Bauingenieur des Jahres in Philadelphia und 1996 Ingenieur des Jahres am Drexel University College of Engineering. 1996 war er Terzaghi Lecturer (Emerging and future developments of selected geosynthetic applications) und 1999 hielt er die Terzaghi Vorlesung an der Universität Wien. 2000 war er Ko-Rezipient der James Croes Medal der ASCE (American Society of Civil Engineers), deren Sektion Philadelphia er 1975/76 vorstand. Er war seit 2008 Ehrenmitglied der International Geosynthetics Society und er ist Ehrenmitglied der ASCE. Er erhielt den Alan Haliburton Award und ist Fellow des ASTM und erhielt deren Award of Merit.
Er war seit 1959 verheiratet und hatte drei Kinder.

## Schriften
- mit Joseph P. Welsh Construction and geotechnical engineering using synthetic fabrics, Wiley 1980
- Designing with geosynthetics, Prentice Hall, 4. Auflage 1998, 2005 (zuerst 1986)
- Construction and geotechnical methods in foundation engineering, McGraw Hill 1984
- mit Xuede Qian, Donald H. Gray: Geotechnical aspects of landfill construction and design, Prentice Hall 2002
- als Herausgeber Geosynthetics in filtration, drainage, and erosion control, Elsevier 1992
- als Herausgeber: Landfill closures : geosynthetics, interface friction, and new developments, Elsevier 1991
- als Herausgeber: Durability and aging of geosynthetics, Elsevier 1989
- als Herausgeber: Geosynthetic testing for waste containment applications, Philadelphia, American Society for Testing Materials (ASTM), 1990
- als Herausgeber: Soft soil stabilization using geosynthetics, Elsevier 1988
- mit G. N. Richardson: A Design Primer: Geotextiles and related materials, Industrial Fabrics Association International, St. Paul 1990